# Acanthocephalus kubulensis
Acanthocephalus kubulensis är en hakmaskart som beskrevs av T.K. Datta och Soota 1956. Acanthocephalus kubulensis ingår i släktet Acanthocephalus och familjen Echinorhynchidae. Inga underarter finns listade i Catalogue of Life.